# Mamou, Louisiana
Mamou, Louisiana (енгл. Mamou) град је у америчкој савезној држави Луизијана.

## Демографија
По попису из 2010. године број становника је 3.242, што је 324 (-9,1%) становника мање него 2000. године.
| Група             | 2000.         | 2010.         |
| Белци             | 2.161 (60,6%) | 1.749 (53,9%) |
| Афроамериканци    | 1.346 (37,7%) | 1.395 (43,0%) |
| Азијати           | 2 (0,1%)      | 7 (0,2%)      |
| Хиспаноамериканци | 26 (0,7%)     | 45 (1,4%)     |
| Укупно            | 3.566         | 3.242         |